# 青森県住宅供給公社巨額横領事件
青森県住宅供給公社巨額横領事件（あおもりけんじゅうたくきょうきゅうこうしゃきょがくおうりょうじけん）とは2001年に発覚した横領事件。

## 概要
青森県住宅供給公社の元経理担当主幹（以下A、逮捕当時44歳）が、1993年2月から2001年までに約14億5900万円を横領し、2001年度仙台国税局税務調査を切っ掛けに発覚した。
横領は1993年2月から始まったが、公訴時効のため最終横領額は不明となり、1994年10月以降の約14億4600万円に対し横領罪で起訴された。Aは青森市の飲食店で知り合ったチリ人女性アニータ・アルバラードと結婚した1997年から横領額が急増し、約11億円がチリ人妻に渡ったとされる。
2002年、青森地裁は懲役14年（求刑は15年）の実刑判決を言い渡した。住宅公社はAに対し民事訴訟を起こし、1993年2月以降の横領額全額の賠償を命じる判決が出た。公社はアニータがサンティアゴ郊外に建設した自宅や、Aの青森の自宅を売却するも、裁判費用や弁護士費用が嵩み、5300万円程度しか回収することができなかった。
Aは山形刑務所に服役し、2016年に満期出所後、公益社団法人日本駆け込み寺の経理を担当していた。
しかし、2019年5月23日号の週刊新潮によると、「2019年3月8日以降、行方をくらまし、金庫に入っていた約7万円が見当たらないほか、使途不明金が14万円あることも判明したと報じた。週刊新潮の取材に対し、Aはお金の持ち逃げ疑惑を否定し、青森県への返済についても、「余裕ができたら、月1万円ずつでも払おうと思っているが、生活に余裕がないので法的に問題ない」と述べている。
青森県住宅供給公社は2009年3月31日に解散し、Aに対する債権は青森県に譲渡された。
2024年5月、チリの地元テレビ局やラジオ局が51歳になったアニータの半生をNetflixがドラマ化すると報道。

## 元受刑者A
2024年、Aは朝日新聞の取材に対し、「年齢も70近くなり、事件について話すことが人生のけじめになる」とし、50時間を超えるインタビューを受けた。事件発覚後、アニータとは会っておらず、連絡も途絶えたため婚姻関係は継続しているが、離婚交渉も行われていないという。出所後のAはアパートで一人暮らしをしながら、求職活動を行っている。
Aは1957年に青森市で生まれ、県内の商業高校卒業後に首都圏の大学に進学し、在学中にはスコットランドへの留学も経験している。1980年、大学卒業後に公社の臨時職員に採用され、約2年後に正職員になる。1997年3月、公社の歓送迎会後に訪れた「エンゼル」というスナックでアニータと出会う。その後、初めてのチリ訪問時にアニータと結婚。アニータは生活費や病院建設費という名目で、Aから多額の送金を受け取るようになる。その間の1999年にアニータはAと婚姻中にもかかわらず、キューバ人の恋人との間に3番目の子どもを出産する。2001年、アニータはサンティアゴに映画風と共に去りぬに登場する家をイメージした豪邸を建設。同年9月、Aは最後となるチリ訪問後に国税局の調査で横領が発覚し、12月に逃亡先の東京都で青森県警に業務上横領容疑で逮捕された。